# Сушковиці
Сушковиці (пол. Suszkowice, нім. Tschauschwitz) — село в Польщі, у гміні Отмухув Ниського повіту Опольського воєводства.
Населення — 191 особа (2011).

## Демографія
Демографічна структура станом на 31 березня 2011 року:
|          | Загалом | Допрацездатний вік | Працездатний вік | Постпрацездатний вік |
| -------- | ------- | ------------------ | ---------------- | -------------------- |
| Чоловіки | 95      | 23                 | 63               | 9                    |
| Жінки    | 96      | 20                 | 55               | 21                   |
| Разом    | 191     | 43                 | 118              | 30                   |